# لوكاس ماركيز دا سيلفا
لوكاس ماركيز دا سيلفا هو لاعب كرة قدم برازيلي في مركز الوسط، ولد في 2 مايو 1990 في ساو باولو في البرازيل. لعب مع ريد بل براغانتينو وكروز آزول.

## وصلات خارجية
- لوكاس ماركيز دا سيلفا على موقع قاعدة بيانات كرة القدم.إي يو (الإنجليزية)
- لوكاس ماركيز دا سيلفا على موقع Soccerway.com (الإنجليزية)